# Grand Prix automobile de Monaco 2016
GP précédent GP suivant
Le Grand Prix automobile de Monaco 2016 (Formula 1 Grand Prix de Monaco 2016), disputé le 29 mai 2016 sur le circuit de Monaco, est la 941e épreuve du championnat du monde de Formule 1 courue depuis 1950. Il s'agit de la soixante-troisième édition du Grand Prix de Monaco comptant pour le championnat du monde de Formule 1 et de la sixième manche du championnat 2016. Pour la première fois, depuis l'arrivée de Pirelli comme fournisseur unique de pneumatiques, les pilotes auront à leur disposition des ultra tendres (les plus tendres de la gamme) identifiables par une rayure violette.
À peine après avoir pris la piste, dès les premières minutes de la troisième phase des qualifications, Daniel Ricciardo, immédiatement à l'attaque entre les rails du circuit de la principauté, réalise un temps de 1 min 13 s 622, à seulement 66 millièmes de seconde du record détenu depuis 2011 par Sebastian Vettel. Nico Rosberg, malgré une série de deux tours lancés, doit se contenter de la deuxième place sur la grille ; Ricciardo obtient donc sa première pole position depuis ses débuts, offre à Red Bull Racing son premier départ en tête depuis Vettel au GP du Brésil 2013 et met fin à la série de onze pole positions des Mercedes. Victime d'un problème mécanique en début de Q3, Lewis Hamilton parvient in extremis à réaliser le troisième temps qui lui permet de s'élancer en deuxième ligne, aux côtés de Vettel. Nico Hülkenberg, qui réalise sa meilleure qualification depuis le début de la saison avec le cinquième temps, est accompagné en troisième ligne par  Carlos Sainz Jr. Kimi Räikkönen, auteur du sixième temps est pénalisé pour un changement de boîte de vitesses et s'élance de la onzième place. Max Verstappen, vainqueur du Grand Prix précédent, qui a cassé le châssis de sa Red Bull RB12 en tapant le rail, s'élance depuis la voie des stands.
Après un premier succès entre les rails en 2008, Lewis Hamilton renoue avec la victoire en principauté et remporte son quarante-quatrième Grand Prix (son nombre fétiche qu'il porte sur le capot de sa Mercedes) ; il ne s'était plus imposé depuis l'obtention de son troisième titre mondial, au Grand Prix des États-Unis, le 25 octobre 2015. La course, démarrée sous la pluie et sous régime de voiture de sécurité, bascule au bout de trente-deux tours sur trajectoire asséchée, lorsque Daniel Ricciardo, aux commandes de l'épreuve, rentre au stand pour chausser des pneus lisses supertendres alors que son équipe n'est pas prête ; les longues secondes ainsi perdues permettent à Hamilton de prendre l'avantage. Ce dernier a retardé au maximum son unique arrêt du trente-et-unième tour pour passer directement des pneus pluie aux gommes ultra-tendres, quand la quasi-totalité des autres pilotes se sont entretemps chaussés en pneus intermédiaires. Cette stratégie gagnante et le coup de pouce involontaire du stand Red Bull lui permettent de s'imposer pour la première fois de la saison au terme des soixante dix-huit tours de l'épreuve. Si Ricciardo tente à plusieurs reprises de le dépasser dans les trente-cinq boucles finales, il doit se contenter de la deuxième place. Profitant des aléas de la course, d'une stratégie optimale et du bon niveau de performance de sa Force India VJM09, Sergio Pérez accède au podium sans que Sebastian Vettel, quatrième, ne l'inquiète dans la deuxième partie de la course. De même, Fernando Alonso se classe cinquième tandis que, à quelques encablures de l'arrivée, Nico Hülkenberg dépasse Nico Rosberg pour lui ravir la sixième place. À un tour du vainqueur, Carlos Sainz Jr., huitième, Jenson Button, neuvième et Felipe Massa, dixième, s'adjugent les points restants.
Nico Rosberg, avec 106 points, conserve la tête du championnat devant, désormais, Hamilton (82 points) et Ricciardo (66 points) qui passent tous deux Kimi Räikkönen, bloqué à 61 points après son abandon. Sebastian Vettel, avec 60 points, est cinquième devant Verstappen (38 points) ; suivent Massa (37 points), Bottas (29 points) et Pérez (23 points). Mercedes, avec 188 points, mène le championnat devant Ferrari (121 points) et Red Bull Racing (112 points) ; suivent Williams (66 points) et Force India (37 points) qui précède dorénavant Scuderia Toro Rosso (30 points), McLaren (24 points), Haas (22 points) et Renault (6 points).

## Pneus disponibles
| Pneus pour piste sèche | Pneus pour piste sèche | Pneus pour piste sèche | Pneus pluie    | Pneus pluie |
| ---------------------- | ---------------------- | ---------------------- | -------------- | ----------- |
| Ultra tendres          | Super tendres          | Tendres                | Intermédiaires | Pluie       |

## Essais libres

### Première séance, le jeudi de 10 h à 11 h 30

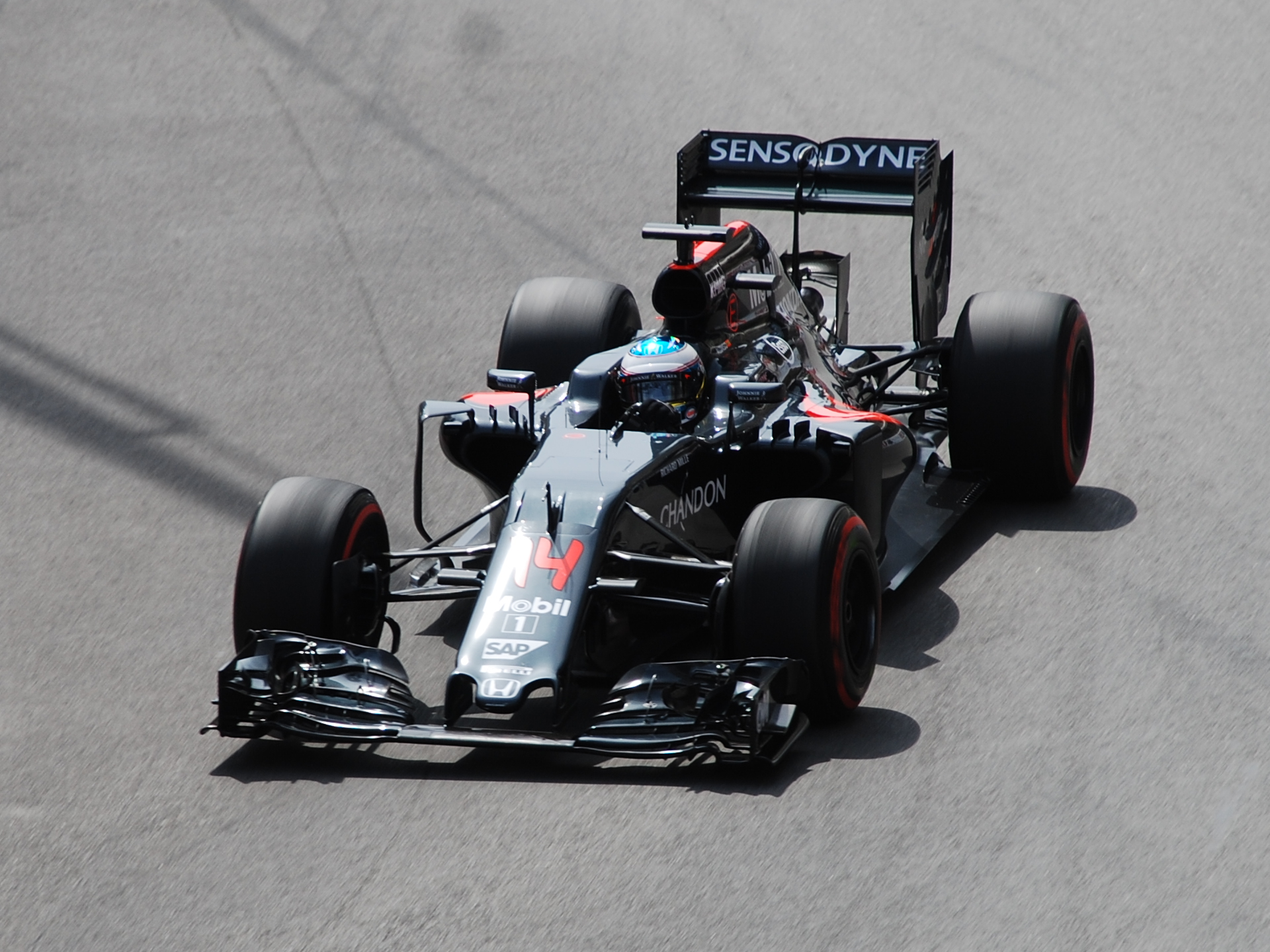
Fernando Alonso au Grand Prix de Monaco 2016.

| Pos. | Pilote           | Voiture            | Chrono         | Écart     |
| ---- | ---------------- | ------------------ | -------------- | --------- |
| 1    | Lewis Hamilton   | Mercedes           | 1 min 15 s 537 |           |
| 2    | Nico Rosberg     | Mercedes           | 1 min 15 s 638 | + 0 s 101 |
| 3    | Sebastian Vettel | Ferrari            | 1 min 15 s 956 | + 0 s 419 |
| 4    | Daniel Ricciardo | Red Bull-TAG Heuer | 1 min 16 s 308 | + 0 s 771 |
| 5    | Max Verstappen   | Red Bull-TAG Heuer | 1 min 16 s 371 | + 0 s 834 |
| 6    | Daniil Kvyat     | Toro Rosso-Ferrari | 1 min 16 s 426 | + 0 s 889 |

### Deuxième séance, le jeudi de 14 h à 15 h 30

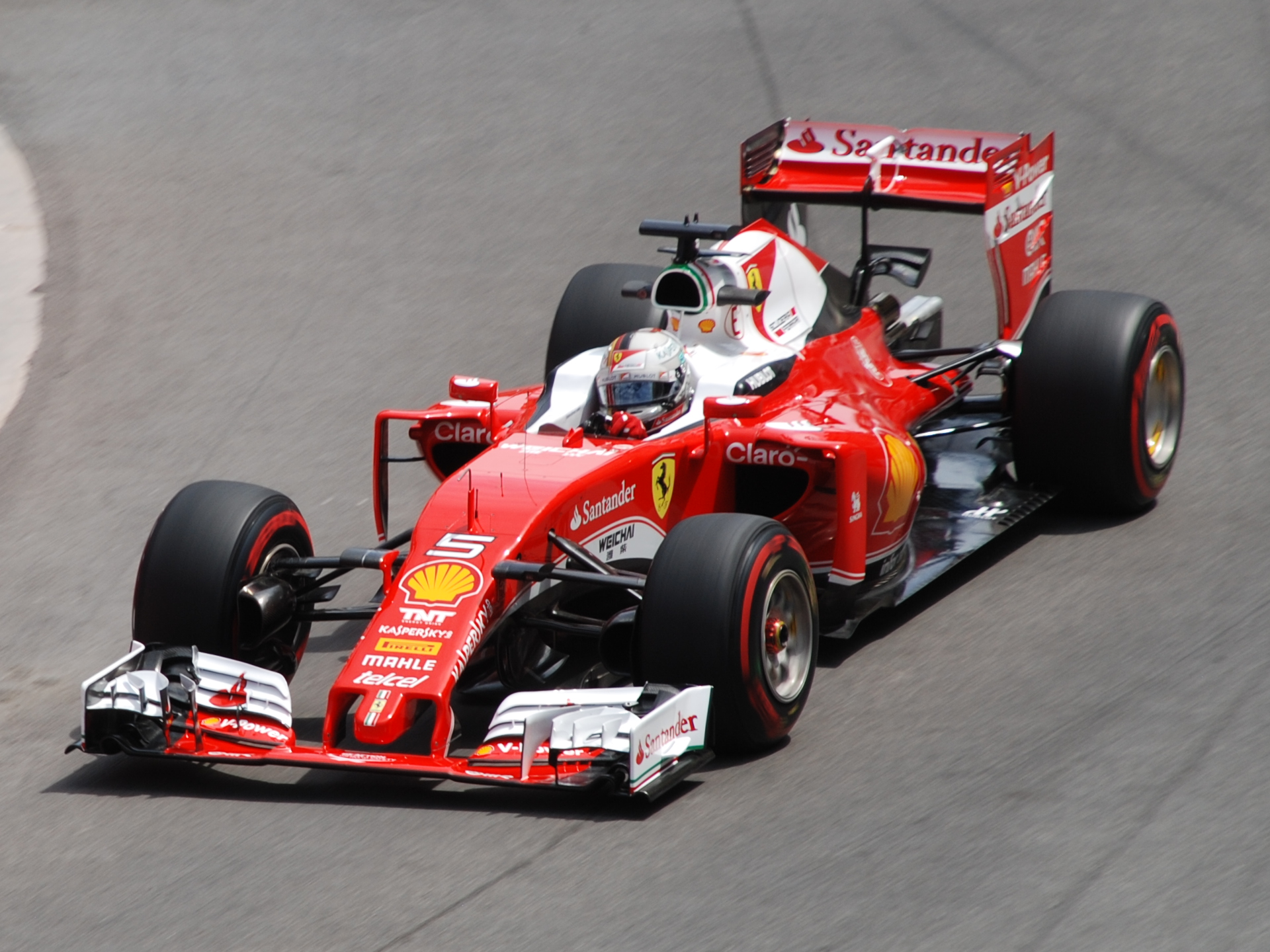
Sebastian Vettel au Grand Prix de Monaco 2016.

| Pos. | Pilote           | Voiture            | Chrono         | Écart     |
| ---- | ---------------- | ------------------ | -------------- | --------- |
| 1    | Daniel Ricciardo | Red Bull-TAG Heuer | 1 min 14 s 607 |           |
| 2    | Lewis Hamilton   | Mercedes           | 1 min 15 s 213 | + 0 s 606 |
| 3    | Nico Rosberg     | Mercedes           | 1 min 15 s 506 | + 0 s 899 |
| 4    | Max Verstappen   | Red Bull-TAG Heuer | 1 min 15 s 571 | + 0 s 964 |
| 5    | Daniil Kvyat     | Toro Rosso-Ferrari | 1 min 15 s 815 | + 1 s 208 |
| 6    | Carlos Sainz Jr. | Toro Rosso-Ferrari | 1 min 15 s 981 | + 1 s 374 |

### Troisième séance libre, le samedi de 11 h à 12 h

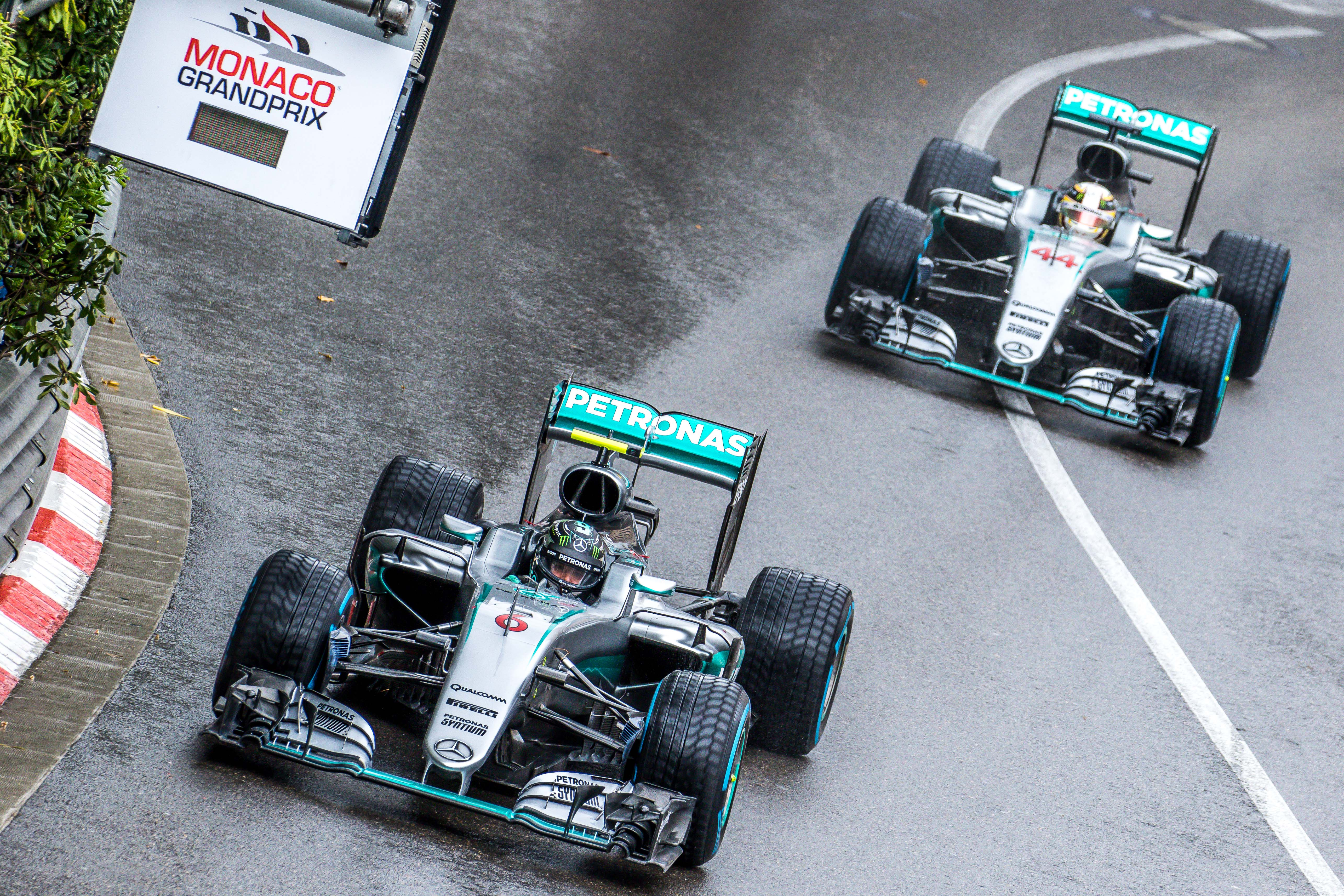
Nico Rosberg et Lewis Hamilton au Grand Prix de Monaco 2016.

| Pos. | Pilote           | Voiture            | Chrono         | Écart     |
| ---- | ---------------- | ------------------ | -------------- | --------- |
| 1    | Sebastian Vettel | Ferrari            | 1 min 14 s 650 |           |
| 2    | Lewis Hamilton   | Mercedes           | 1 min 14 s 688 | + 0 s 018 |
| 3    | Nico Rosberg     | Mercedes           | 1 min 14 s 772 | + 0 s 122 |
| 4    | Daniel Ricciardo | Red Bull-TAG Heuer | 1 min 14 s 807 | + 0 s 157 |
| 5    | Max Verstappen   | Red Bull-TAG Heuer | 1 min 15 s 081 | + 0 s 431 |
| 6    | Daniil Kvyat     | Toro Rosso-Ferrari | 1 min 15 s 259 | + 0 s 609 |

## Séances de qualifications

### Résultats des qualifications

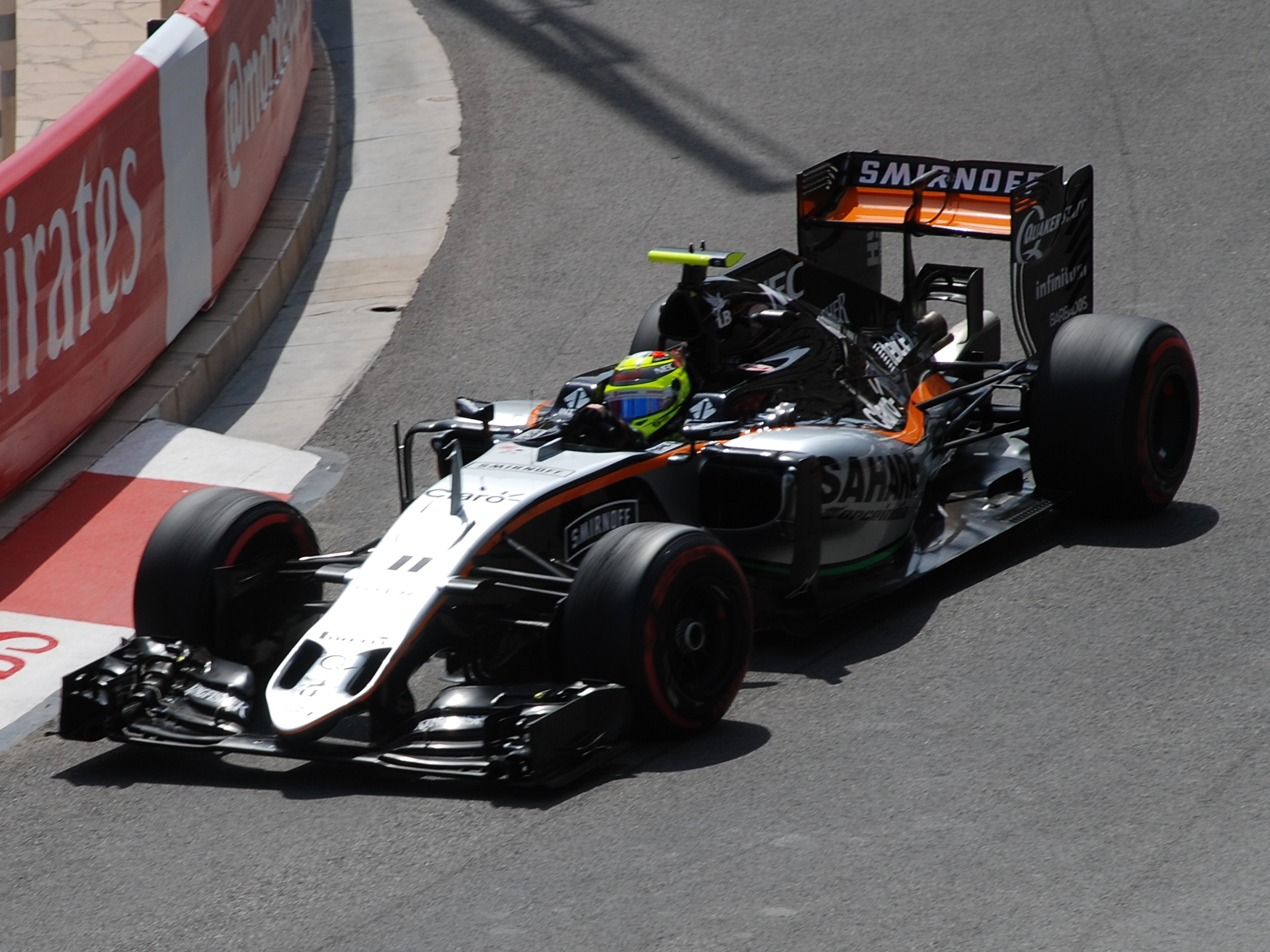
Sergio Pérez au Grand Prix de Monaco 2016.

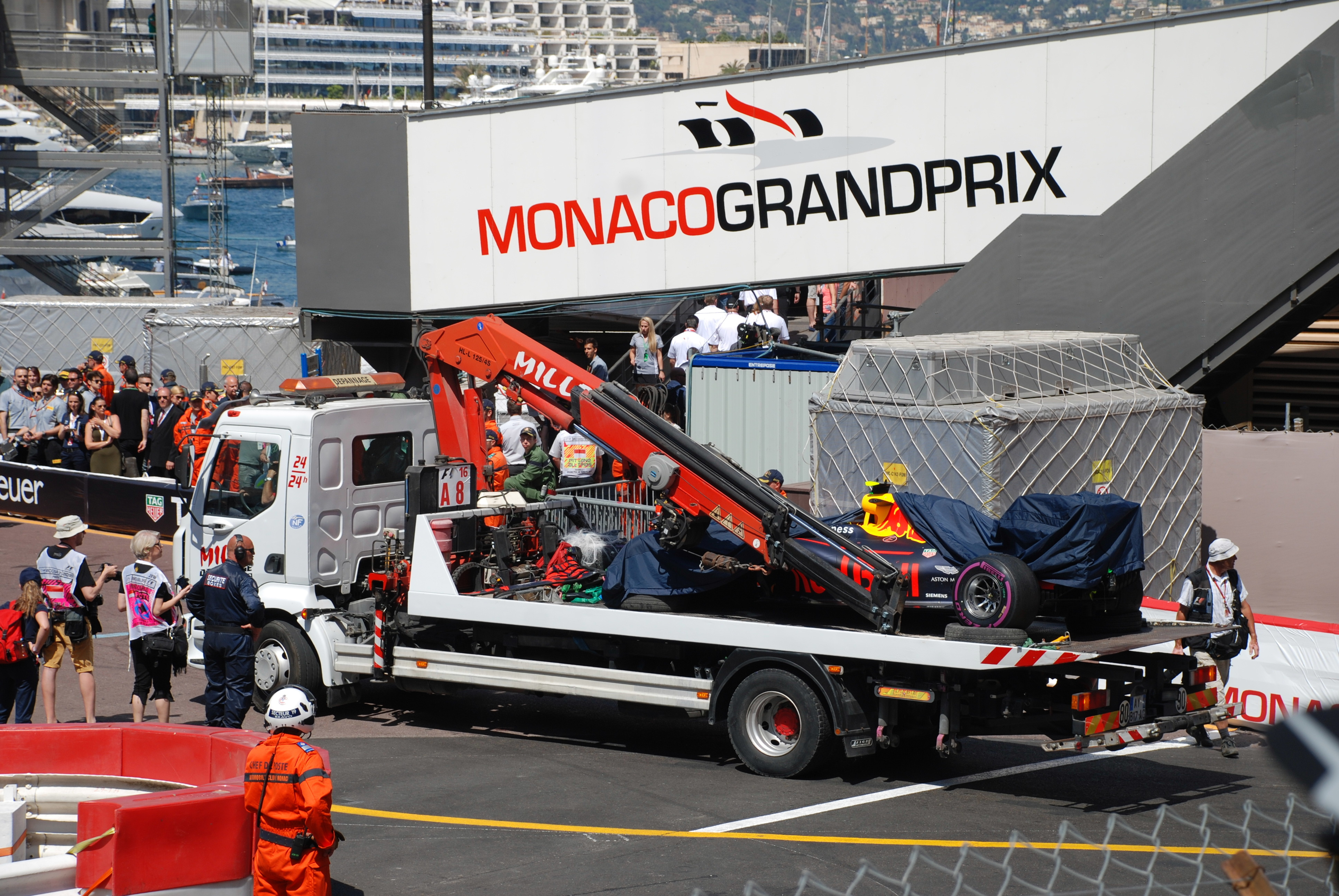
La Red Bull RB12 cassée par Max Verstappen au Grand Prix de Monaco 2016.

| Pos.                                                                                      | Pilote            | Écurie               | Qualifications 1 | Qualifications 2 | Qualifications 3 |
| ----------------------------------------------------------------------------------------- | ----------------- | -------------------- | ---------------- | ---------------- | ---------------- |
| 1                                                                                         | Daniel Ricciardo  | Red Bull-TAG Heuer   | 1 min 14 s 912   | 1 min 14 s 357   | 1 min 13 s 622   |
| 2                                                                                         | Nico Rosberg      | Mercedes             | 1 min 14 s 873   | 1 min 14 s 043   | 1 min 13 s 791   |
| 3                                                                                         | Lewis Hamilton    | Mercedes             | 1 min 14 s 826   | 1 min 14 s 056   | 1 min 13 s 942   |
| 4                                                                                         | Sebastian Vettel  | Ferrari              | 1 min 14 s 610   | 1 min 14 s 318   | 1 min 14 s 552   |
| 5                                                                                         | Nico Hülkenberg   | Force India-Mercedes | 1 min 15 s 333   | 1 min 14 s 989   | 1 min 14 s 726   |
| 6                                                                                         | Kimi Räikkönen    | Ferrari              | 1 min 15 s 499   | 1 min 14 s 789   | 1 min 14 s 732   |
| 7                                                                                         | Carlos Sainz Jr.  | Toro Rosso-Ferrari   | 1 min 15 s 467   | 1 min 14 s 805   | 1 min 14 s 749   |
| 8                                                                                         | Sergio Pérez      | Force India-Mercedes | 1 min 15 s 328   | 1 min 14 s 937   | 1 min 14 s 902   |
| 9                                                                                         | Daniil Kvyat      | Toro Rosso-Ferrari   | 1 min 15 s 384   | 1 min 14 s 794   | 1 min 15 s 723   |
| 10                                                                                        | Fernando Alonso   | McLaren-Honda        | 1 min 15 s 504   | 1 min 15 s 107   | 1 min 15 s 363   |
| 11                                                                                        | Valtteri Bottas   | Williams-Mercedes    | 1 min 15 s 521   | 1 min 15 s 273   |                  |
| 12                                                                                        | Esteban Gutiérrez | Haas-Ferrari         | 1 min 15 s 592   | 1 min 15 s 293   |                  |
| 13                                                                                        | Jenson Button     | McLaren-Honda        | 1 min 15 s 554   | 1 min 15 s 352   |                  |
| 14                                                                                        | Felipe Massa      | Williams-Mercedes    | 1 min 15 s 710   | 1 min 15 s 385   |                  |
| 15                                                                                        | Romain Grosjean   | Haas-Ferrari         | 1 min 15 s 465   | 1 min 15 s 571   |                  |
| 16                                                                                        | Kevin Magnussen   | Renault              | 1 min 16 s 253   | 1 min 16 s 058   |                  |
| 17                                                                                        | Marcus Ericsson   | Sauber-Ferrari       | 1 min 16 s 299   |                  |                  |
| 18                                                                                        | Jolyon Palmer     | Renault              | 1 min 16 s 586   |                  |                  |
| 19                                                                                        | Rio Haryanto      | Manor-Mercedes       | 1 min 17 s 295   |                  |                  |
| 20                                                                                        | Pascal Wehrlein   | Manor-Mercedes       | 1 min 17 s 452   |                  |                  |
| Temps minimal à réaliser pour la qualification : 1 min 19 s 832 (107 % de 1 min 14 s 610) |                   |                      |                  |                  |                  |
| Nq.                                                                                       | Max Verstappen    | Red Bull-TAG Heuer   | 1 min 22 s 467   |                  |                  |
| Nq.                                                                                       | Felipe Nasr       | Sauber-Ferrari       | Pas de temps     |                  |                  |

### Grille de départ du Grand Prix
- Initialement non qualifiés, Max Verstappen et Felipe Nasr, sont repêchés par les commissaires de course et autorisés à prendre le départ de l'épreuve aux deux dernières places. Felipe Nasr et Max Verstappen (à la suite du changement de son châssis) partent finalement tous deux depuis la ligne des stands[5],[6].
- Kimi Räikkönen, auteur du sixième temps des qualifications, est pénalisé d'un recul de cinq places sur la grille de départ en raison du changement de la boîte de vitesses de sa Ferrari ; il s'élance donc de la onzième place[7].

## Course

### Classement de la course
| Pos. | no | Pilote            | Écurie               | Tours | Temps/Abandon                      | Grille  | Points |
| ---- | -- | ----------------- | -------------------- | ----- | ---------------------------------- | ------- | ------ |
| 1    | 44 | Lewis Hamilton    | Mercedes             | 78    | 1 h 59 min 29 s 133 (130,703 km/h) | 3       | 25     |
| 2    | 3  | Daniel Ricciardo  | Red Bull-TAG Heuer   | 78    | + 7 s 252                          | 1       | 18     |
| 3    | 11 | Sergio Pérez      | Force India-Mercedes | 78    | + 13 s 825                         | 7       | 15     |
| 4    | 5  | Sebastian Vettel  | Ferrari              | 78    | + 15 s 846                         | 4       | 12     |
| 5    | 14 | Fernando Alonso   | McLaren-Honda        | 78    | + 1 min 25 s 076                   | 9       | 10     |
| 6    | 27 | Nico Hülkenberg   | Force India-Mercedes | 78    | + 1 min 32 s 999                   | 5       | 8      |
| 7    | 6  | Nico Rosberg      | Mercedes             | 78    | + 1 min 33 s 290                   | 2       | 6      |
| 8    | 55 | Carlos Sainz Jr.  | Toro Rosso-Ferrari   | 77    | + 1 tour                           | 6       | 4      |
| 9    | 22 | Jenson Button     | McLaren-Honda        | 77    | + 1 tour                           | 13      | 2      |
| 10   | 19 | Felipe Massa      | Williams-Mercedes    | 77    | + 1 tour                           | 14      | 1      |
| 11   | 77 | Valtteri Bottas   | Williams-Mercedes    | 77    | + 1 tour (dont 10 s de pénalité)   | 10      |        |
| 12   | 21 | Esteban Gutiérrez | Haas-Ferrari         | 77    | + 1 tour                           | 12      |        |
| 13   | 8  | Romain Grosjean   | Haas-Ferrari         | 76    | + 2 tours                          | 15      |        |
| 14   | 94 | Pascal Wehrlein   | Manor-Mercedes       | 76    | + 2 tours (dont 20 s de pénalité)  | 20      |        |
| 15   | 88 | Rio Haryanto      | Manor-Mercedes       | 74    | + 4 tours                          | 19      |        |
| Abd. | 9  | Marcus Ericsson   | Sauber-Ferrari       | 51    | Accrochage avec Nasr               | 17      |        |
| Abd. | 12 | Felipe Nasr       | Sauber-Ferrari       | 48    | Accrochage avec Ericsson           | Pitlane |        |
| Abd. | 33 | Max Verstappen    | Red Bull-TAG Heuer   | 34    | Accident                           | Pitlane |        |
| Abd. | 20 | Kevin Magnussen   | Renault              | 32    | Accident                           | 16      |        |
| Abd. | 26 | Daniil Kvyat      | Toro Rosso-Ferrari   | 18    | Accrochage                         | 8       |        |
| Abd. | 7  | Kimi Räikkönen    | Ferrari              | 10    | Accident                           | 11      |        |
| Abd. | 30 | Jolyon Palmer     | Renault              | 7     | Accident                           | 18      |        |

### Pole position et record du tour
- Pole position :  Daniel Ricciardo (Red Bull-TAG Heuer) en 1 min 13 s 622 (163,174 km/h)[9].
- Meilleur tour en course :  Lewis Hamilton (Mercedes) en 1 min 17 s 939 (154,136 km/h) au soixante-et-onzième tour[10].

### Tours en tête
- Daniel Ricciardo : 24 tours (1-22 / 31-32)[11]
- Lewis Hamilton : 54 tours (23-30 / 33-78)

## Classements généraux à l'issue de la course
| Pos. | Pilote            | Écurie               | Points |
| ---- | ----------------- | -------------------- | ------ |
| 1er  | Nico Rosberg      | Mercedes             | 106    |
| 2    | Lewis Hamilton    | Mercedes             | 82     |
| 3    | Daniel Ricciardo  | Red Bull-TAG Heuer   | 66     |
| 4    | Kimi Räikkönen    | Ferrari              | 61     |
| 5    | Sebastian Vettel  | Ferrari              | 60     |
| 6    | Max Verstappen    | Red Bull-TAG Heuer   | 38     |
| 7    | Felipe Massa      | Williams-Mercedes    | 37     |
| 8    | Valtteri Bottas   | Williams-Mercedes    | 29     |
| 9    | Sergio Pérez      | Force India-Mercedes | 23     |
| 10   | Daniil Kvyat      | Toro Rosso-Ferrari   | 22     |
| 11   | Romain Grosjean   | Haas-Ferrari         | 22     |
| 12   | Fernando Alonso   | McLaren-Honda        | 18     |
| 13   | Carlos Sainz Jr.  | Toro Rosso-Ferrari   | 16     |
| 14   | Nico Hülkenberg   | Force India-Mercedes | 14     |
| 15   | Kevin Magnussen   | Renault              | 6      |
| 16   | Jenson Button     | McLaren-Honda        | 5      |
| 17   | Stoffel Vandoorne | McLaren-Honda        | 1      |

| Pos. | Écurie               | Points |
| ---- | -------------------- | ------ |
| 1er  | Mercedes             | 188    |
| 2    | Ferrari              | 121    |
| 3    | Red Bull-TAG Heuer   | 112    |
| 4    | Williams-Mercedes    | 66     |
| 5    | Force India-Mercedes | 37     |
| 6    | Toro Rosso-Ferrari   | 30     |
| 7    | McLaren-Honda        | 24     |
| 8    | Haas-Ferrari         | 22     |
| 9    | Renault              | 6      |

## Statistiques
Le Grand Prix de Monaco 2016 représente :
- la 1re pole position de Daniel Ricciardo[14] ;
- la 1re pole position pour Tag Heuer en tant que motoriste[15] ;
- la 44e victoire de Lewis Hamilton[16] ;
- la 50e victoire pour Mercedes en tant que constructeur[17] ;
- la 136e victoire pour Mercedes en tant que motoriste[18] ;
- le 100e départ en Grand Prix pour Nico Hülkenberg[19].

Au cours de ce Grand Prix :
- Nico Hülkenberg passe la barre des 300 points inscrits en Formule 1 (304 points)[20] ;
- Sergio Pérez, troisième du Grand Prix, est élu « Pilote du jour » lors d'un vote organisé sur le site officiel de la Formule 1[21] ;
- Emanuele Pirro (37 départs en Grands Prix de Formule 1, 3 points inscrits entre 1989 et 1991 et quintuple vainqueur des 24 Heures du Mans en 2000, 2001, 2002, 2006 et 2007) est nommé assistant des commissaires de course pour ce Grand Prix[22].